# The St. Regis Hotel (Mexico)
Le St. Regis Hotel est un hôtel de luxe situé à Mexico, au Mexique. Il appartient au groupe hôtelier Starwood Hotels & Resorts Worldwide.